# Нечипоренко Аліна Сергіївна
Аліна Сергіївна Нечипоренко— українська фахівчиня у галузі інформаційних технологій, доктор технічних наук (з 2018), доцент (з 2012 по 2018), професор кафедри системотехніки факультету комп'ютерних наук Харківського національного університету радіоелектроніки.

## Біографія
У 2001 році Аліна Нечипоренко завершила навчання в Харківському державному технічному університеті радіоелектроніки зі спеціальності фізична та біомедична електроніка.
У період з 2001 по 2007 роки вона обіймала посаду інженера спільного українсько-словенського підприємства з обмеженою відповідальністю «МОНІС» у місті Харків.
У 2009 році вона здобула ступінь кандидата технічних наук, а з 2010 року почала працювати асистентом на базі кафедри біомедичних електронних пристроїв та систем. Цю посаду вона обіймала до 2012 року.
З 2012 року вона стала доцентом кафедри, а з 2018 року — працює на посаді професора кафедри системотехніки Харківського національного університету радіоелектроніки.
З 2017 року Аліна Нечипоренко стала членом технічного комітету та рецензентом конференції UKRKON IEEE «Ukraine Conference on Electrical and Computer Engineering».
У 2018 році вона здобула ступінь доктора технічних наук.

## Наукові інтереси
Аліна Нечипоренко займається дослідженням таких тем:
- обробка та інтеграція даних, в тому числі — Data Mining, Machine Learning;
- математичне моделювання біологічних процесів[4].

## Творчий доробок
Аліна Нечипоренко є автором більш як 70 публікацій, 4 патентів:
- Yerokhin A., Semenets V., Nechyporenko A., Turuta O., Babii A. F-transform 3D Point Cloud Filtering Algorithm // 2018 IEEE Second International Conference on Data Stream Mining & Processing (DSMP). — 2018. — p. 524—527.
- Vogt K., Bachmann-Harildstad G., Lintermann A., Nechyporenko A., Peters F., Wernecke K-D. The new agreement of the international RIGA consensus conference on nasal airway function tests // Rhinology. — 2018, 56 (2). — p. 133—143.
- Нечипоренко А. С. Інформаційна технологія раннього виявлення розладнань в нестаціонарних квазіперіодичних процесах // Системи управління, навігації та зв'язку. Збірник наукових праць. — 2017. — Том 5, вип. 45. — С. 88—94

## Міжнародна діяльність
- IEEE Member, Асоціація інженерів в галузях біології та медицини (з 2012);
- Експерт міжнародного комітету ISO/TC 276 Biotechnology від України робочі групи WG2 «Біобанки і біоресурси» та WG5 «Обробка та інтеграція даних» (2017);
- представниця Харківського національного університету радіоелектроніки у COST Action CA15110 Harmonising standardisation strategies to increase efficiency and competitiveness of European life-science research (CHARME).